# Marble Arch (London Underground)

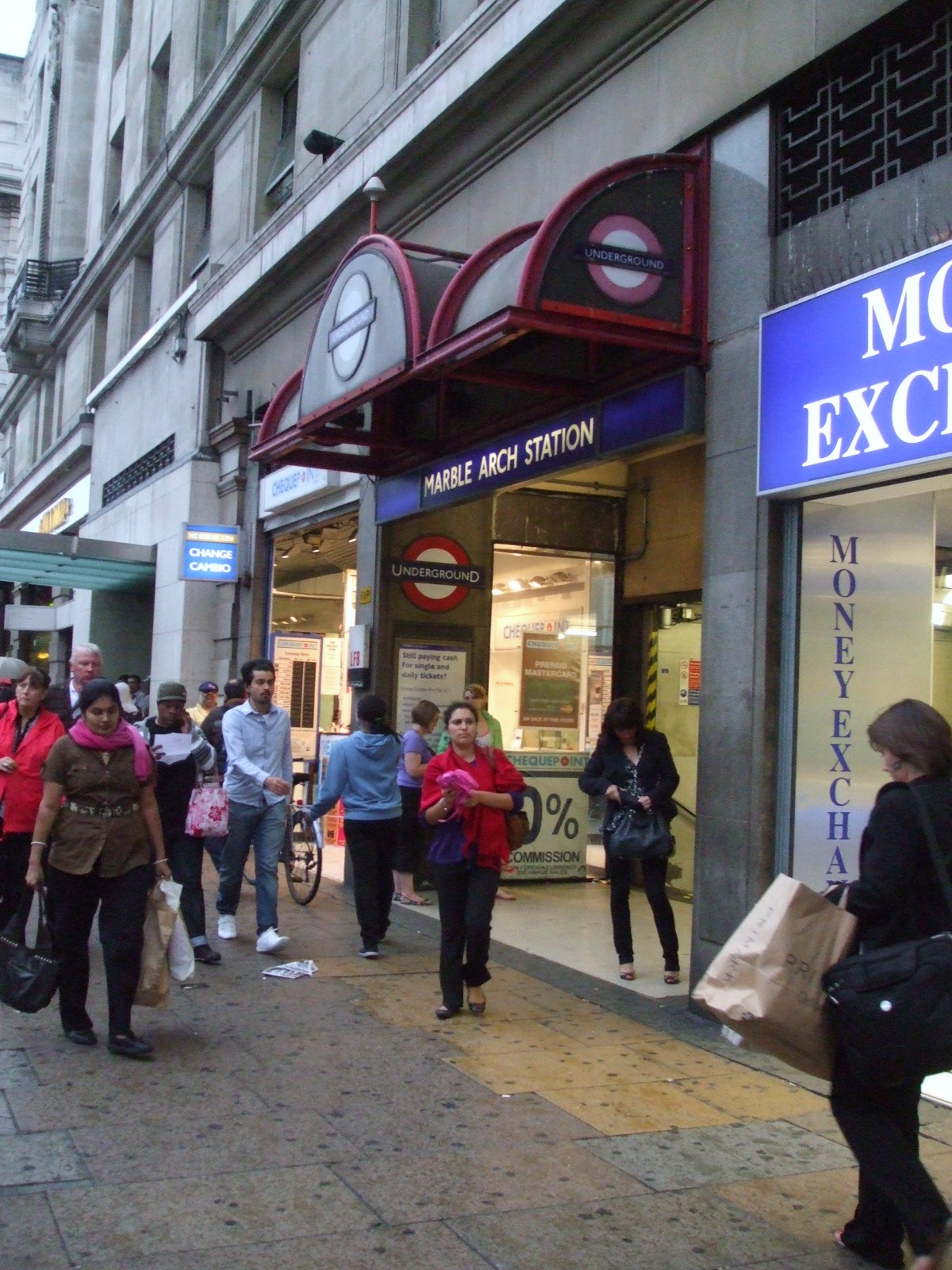
Stationsgebäude

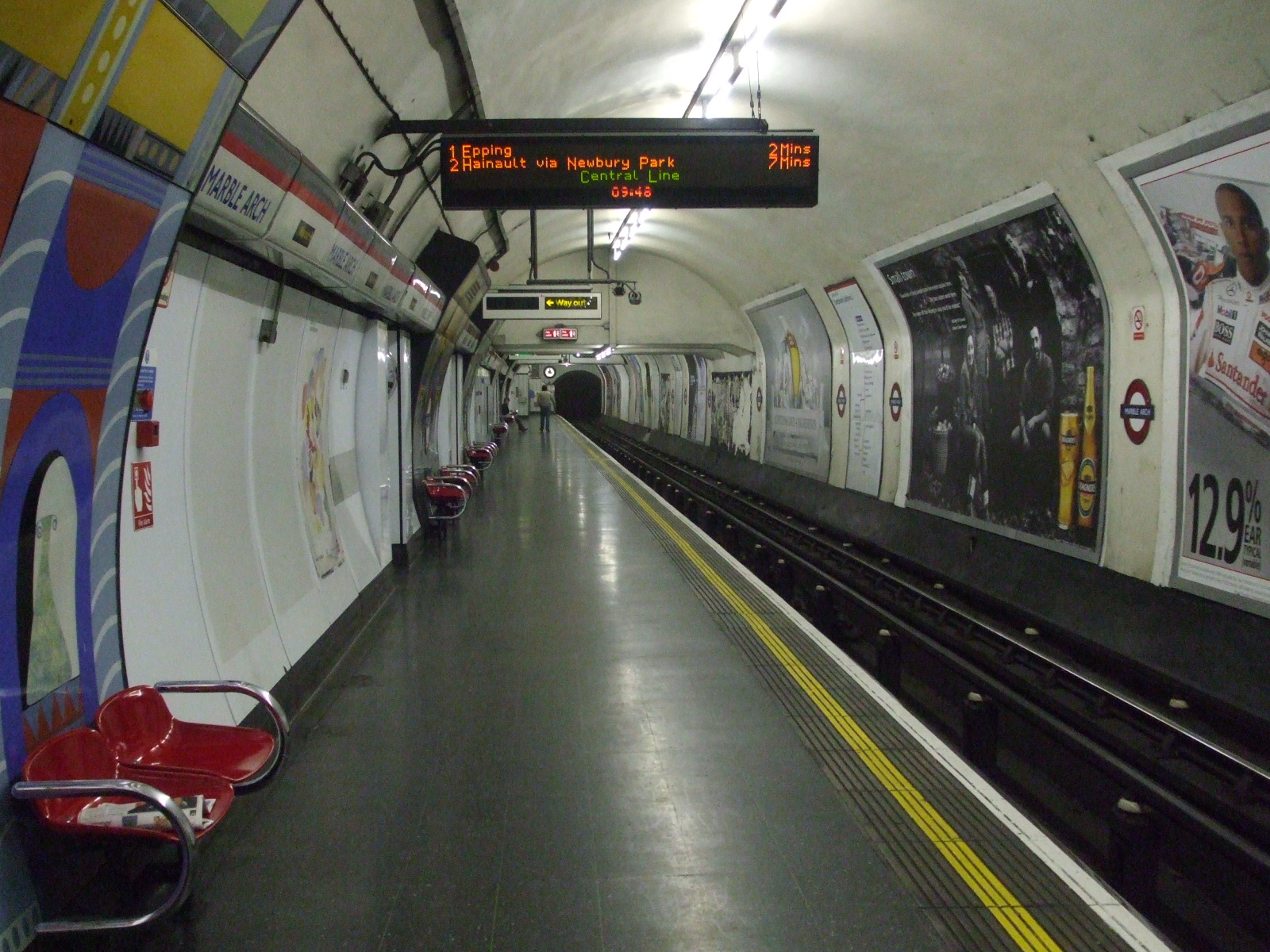
Bahnsteig in Richtung Osten

Marble Arch ist eine unterirdische Station der London Underground in der City of Westminster. Sie liegt in der Travelcard-Tarifzone 1 am westlichen Ende der Oxford Street. Die Station an der Nordstrecke des Hyde Park ist nach dem Marble Arch, einem Marmorbogen, benannt. In der Nähe befindet sich auch der Speakers’ Corner. Im Jahr 2013 nutzten 16,36 Millionen Fahrgäste diese von der Central Line bediente Station.
Eröffnet wurde die Station am 30. Juli 1900 durch die Central London Railway, Vorgängergesellschaft der Central Line. Wie in den anderen Stationen der Central London Railway erfolgte in Marble Arch der Zugang zu den Bahnsteigen ursprünglich mittels Aufzügen. Die Station wurde zu Beginn der 1930er Jahre umgebaut und mit Rolltreppen ausgestattet. Das ursprüngliche, von Harry Bell Measures entworfene Stationsgebäude an der Kreuzung von Quebec Street und Oxford Street wurde geschlossen und am 15. August 1932 durch einen weiter westlich gelegenen Neubau ersetzt.
Bei einem deutschen Fliegerangriff kamen am 17. September 1940 zwanzig Personen ums Leben, die in der Station Zuflucht gesucht hatten; hinzu kamen über 40 Verletzte. 1985 erhielten die Wände der Bahnsteige neue Dekorationen aus verglasten Email-Platten.